# Čini NOV in POJ
Čini NOV in POJ med letoma 1942 in 1945.

## Tabele
| Leto/Stopnja | februar 1942 - junij 1942 | junij 1942 - 1943                   | 1943 - 1945      | Stopnje     |
| Komandanti   | Komandant glavnega štaba  | Komandant glavnega štaba            | ne obstaja       | Generali    |
| Komandanti   | Član glavnega štaba       | Komandant operacijske cone          | Generalpolkovnik | Generali    |
| Komandanti   | Član glavnega štaba       | Namestnik komandanta oper. cone     | Generallajtnant  | Generali    |
| Komandanti   | Komandant brigade         | Komandant brigade ali grupe odredov | Generalmajor     | Generali    |
| Komandanti   | Komandant brigade         | Načelnik štaba brigade              | Polkovnik        | Častniki    |
| Komandanti   | Komandant grupe odredov   | Namestnik komandanta brigade        | Polkovnik        | Častniki    |
| Komandanti   | Komandant odreda          | Komandant odreda                    | Podpolkovnik     | Častniki    |
| Komandanti   | Komandant odreda          | Namestnik komandanta odreda         | Podpolkovnik     | Častniki    |
| Komandanti   | Komandant odreda          | Načelnik štaba odreda               | Podpolkovnik     | Častniki    |
| Komandanti   | Komandant bataljona       | Komandant bataljona                 | Major            | Častniki    |
| Komandanti   | Komandant bataljona       | Namestnik komandanta bataljona      | Major            | Častniki    |
| Komandirji   | Komandir čete             | Komandir čete                       | Kapetan          | Častniki    |
| Komandirji   | Komandir čete             | Komandir čete                       | Poročnik         | Častniki    |
| Komandirji   | Komandir čete             | Namestnik komandirja čete           | Podporočnik      | Častniki    |
| Komandirji   | Komandir čete             | Namestnik komandirja čete           | Zastavnik        | Častniki    |
| Vodniki      | Vodnik                    | Vodnik                              | Starejši vodnik  | Podčastniki |
| Vodniki      | Vodnik                    | Vodnik                              | Vodnik           | Podčastniki |
| Vodniki      | Desetar                   | Desetar                             | Mlajši vodnik    | Podčastniki |
| Vodniki      | Desetar                   | Desetar                             | Desetar          | Podčastniki |
| ------------ | ------------------------- | ----------------------------------- | ---------------- | ----------- |